# 藤原雄友
藤原 雄友（ふじわら の おとも）は、奈良時代末期から平安時代初期にかけての公卿。藤原南家、右大臣・藤原是公の次男。官位は正三位・大納言。

## 経歴
延暦2年（783年）従五位下・美作守に叙任する。延暦4年（785年）従五位上・兵部少輔兼左衛士権督、延暦5年（786年）正五位上・兵部大輔兼左衛士督、延暦6年（787年）従四位下と、当時地方官を務めていた10歳以上年長の兄・真友を越えて延暦年間の前半に急速に昇進する。延暦8年（789年）父の右大臣・藤原是公が没するが、翌延暦9年（790年）38歳にして参議に任ぜられ公卿に列す。議政官として大蔵卿・中衛大将・大宰帥と要職を歴任し、延暦17年（798年）従三位・中納言、延暦23年（804年）正三位に至る。
延暦25年（806年）平城天皇の即位後、4月になって桓武朝で競うように昇進していた藤原北家の藤原内麻呂とともに大納言に昇進すると、まもなく右大臣・神王が没したことから雄友と内麻呂が平城朝初期の重臣として並び立つ。内麻呂は従三位であったことから、4月中は桓武天皇崩御の後誄を奉る際に後誄人を率いたり、太政官符の上卿となるなど、一時的に雄友は太政官の首班に立つ。早くも5月中旬には藤原内麻呂は正三位・右大臣に叙任されたために、雄友はその後塵を拝すことになる。雄友ではなく内麻呂が抜擢されたことについては、平城天皇との関係が微妙となっていた伊予親王（雄友の妹・吉子の子）の外伯父であった雄友を意図的に抑えたことが背景にあったと考えられている。
翌大同2年（806年）伊予親王に対して藤原宗成が謀反を勧めているという情報を得たことから、雄友は右大臣・藤原内麻呂に報告するが、内麻呂は動かなかった。その後、宗成が伊予親王自身が謀叛の張本人であるとの証言を行ったことから、激高した平城天皇によって吉子・伊予親王母子は逮捕・幽閉され、まもなく自殺してしまう。雄友も連座して伊予国への流罪となった（伊予親王の変）。
嵯峨朝に入り、薬子の変発生中の弘仁元年（810年）9月10日に罪を赦されて本位（正三位）に復され、弾正尹に任ぜられる。翌弘仁2年（811年）4月に宮内卿に任官するが、同月23日に薨去。享年59。最終官位は宮内卿正三位。即日大納言の官職を贈られた。

## 人物
性格は温和でみだりに喜怒を表に出すことはなかった。また、容姿や振る舞いに見るべきものがあった。発声も清々しくはっきりしており、賀正の儀における宣命の読み上げに際しては、推されて師匠役となったという。

## 官歴
注記のないものは『六国史』による。
- 時期不詳：正六位上
- 延暦2年（783年） 正月16日：従五位下。2月25日：美作守
- 延暦4年（785年） 正月15日：兵部少輔。8月7日：従五位上。9月27日：左衛士権督
- 延暦5年（786年） 正月7日：正五位上。2月17日：兵部大輔兼左衛士督
- 延暦6年（787年） 5月19日：従四位下
- 延暦7年（788年） 7月25日：兼左京大夫
- 延暦8年（789年） 2月4日：兼播磨守
- 延暦9年（790年） 2月27日：参議
- 延暦11年（792年） 4月21日：兼大蔵卿[6]
- 延暦13年（792年） 正月：従四位上[6]
- 延暦15年（796年） 7月9日：正四位下。12月4日：兼中衛大将、大蔵省如元
- 延暦16年（797年） 2月9日：大宰帥、止大将
- 延暦17年（798年） 8月16日：従三位・中納言[6]
- 延暦18年（799年） 2月20日：中務卿。6月16日：兼民部卿
- 延暦20年（801年） 閏正月3日：摂津守[6]
- 延暦23年（804年） 10月10日：正三位
- 延暦25年（806年） 4月18日：大納言
- 大同2年（806年） 5月11日：官位剥奪。配流伊予国
- 弘仁元年（810年） 9月10日：正三位（復位）。9月16日：弾正尹
- 弘仁2年（811年） 4月5日：宮内卿。4月23日：薨去（宮内卿正三位）、贈大納言

## 系譜
『尊卑分脈』による。
- 父：藤原是公
- 母：橘麻通我（橘佐為の四女） - 尚蔵・三位、もと藤原乙麻呂（是公の父）の妻、藤原許人麿の母。
- 妻：石上宅嗣の娘
  - 長男：藤原真川（?-836）
  - 男子：藤原広河
  - 男子：藤原文山（?-841）
  - 男子：藤原秋常
- 妻：石川垣守の娘
  - 男子：藤原弟河
  - 男子：藤原弟男
- 生母未詳
  - 女子：藤原数子 - 藤原総継室